# Activision Blizzard
Activision Blizzard ist ein US-amerikanischer Computer- und Videospiel-Konzern mit Sitz in Santa Monica, Kalifornien. Das Unternehmen entstand 2008 aus der Fusion des Publishers Activision mit Vivendi Universal Games und ist seit 2023 Teil von Microsoft. Gemessen am Umsatz ist das Unternehmen Marktführer im Computer- und Videospiele-Sektor. Die Aktien des Unternehmens wurden bis zur Übernahme unter dem Kürzel ATVI an der NASDAQ gehandelt. Mehrheitseigner war bis Juli 2013 Vivendi.
Das Unternehmen entstand am 10. Juli 2008 durch die Fusion des US-Konzerns Activision und Vivendi Games, einer 100-prozentigen Tochter des Medienunternehmens Vivendi. Dabei wurde die Spielesparte von Vivendi in Activision eingegliedert, wofür Vivendi mit 52 Prozent der Anteile die Aktienmehrheit an Activision Blizzard erhielt. Vivendi hat sich über Optionen die Möglichkeit der Aufstockung der Anteile auf 68 Prozent gesichert.
Der Bestandteil Blizzard in der Unternehmensbezeichnung geht auf den Computerspiele-Entwickler Blizzard Entertainment zurück, den Vivendi Games mit in den neuen Konzern einbrachte. Auf Grund der allgemeinen Bekanntheit durch die Entwicklung des Computerspieles World of Warcraft, dem hohen Umsatzanteil in Vivendi Games und der Eigenständigkeit, die das Studio sowohl unter Vivendi Games als auch im neuen Konzern genießt, entschieden sich die Fusionspartner dazu, Blizzard im Namen des Unternehmens unterzubringen.
Im Januar 2022 wurde die Übernahme des Konzerns durch Microsoft für rund 68,7 Milliarden US-Dollar angekündigt. Die Übernahme wurde am 13. Oktober 2023 abgeschlossen.

## Geschichte

### Activision

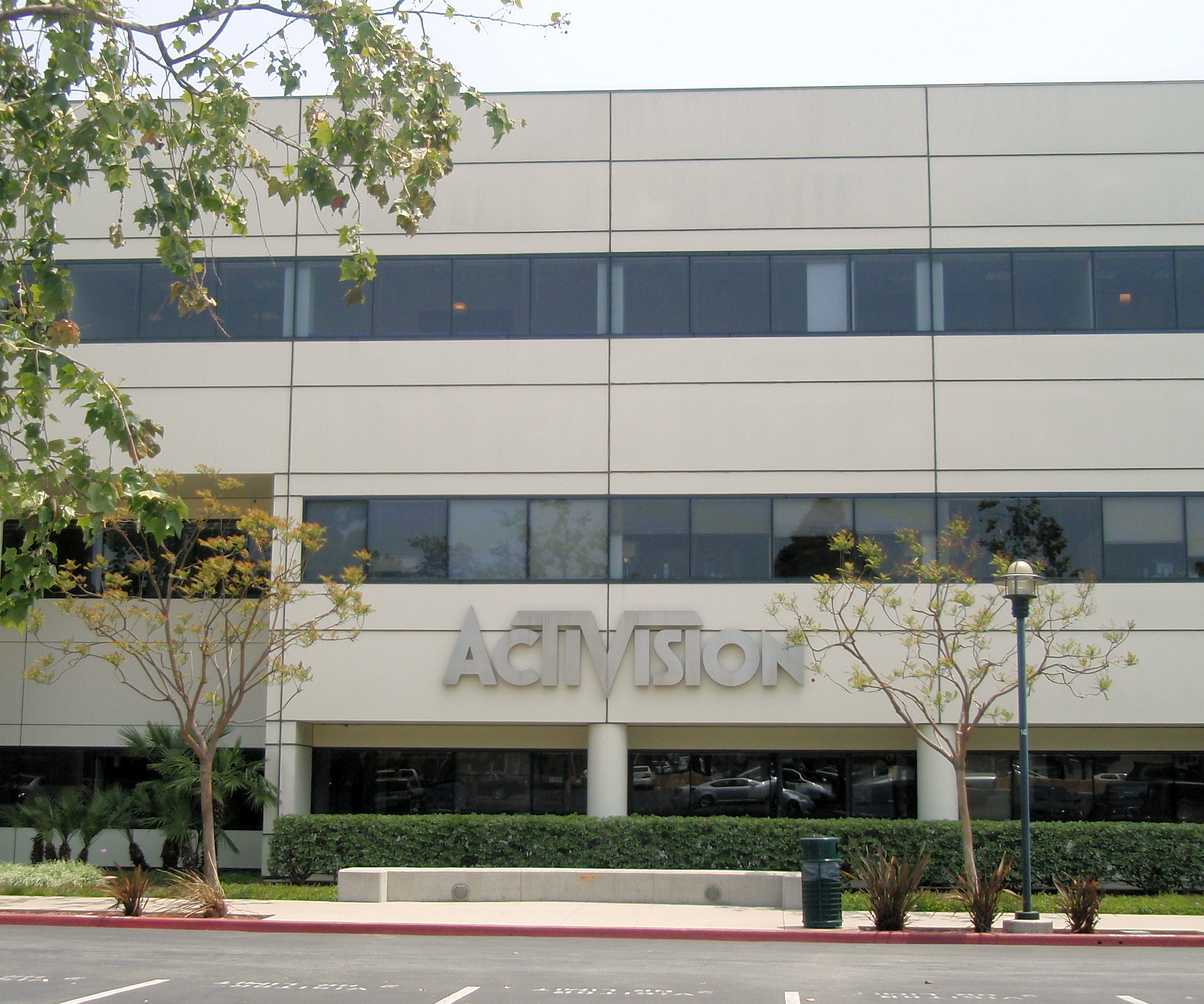
Activision-Zentrale in Santa Monica, Kalifornien

Activision wurde am 1. Oktober 1979 durch die vier ehemaligen Atari-Spieleentwickler David Crane, Larry Kaplan, Alan Miller und Bob Whitehead sowie den Manager Jim Levy, der aus der Musikindustrie stammte, gegründet. Die Entwickler waren in den vorangegangenen Jahren an der Entwicklung von Videospielen für die Spielekonsole Atari 2600 beteiligt gewesen. Dabei entstanden Differenzen zwischen ihnen und ihrem Arbeitgeber wegen dessen Umgang mit den entwickelten Spielen. Die Entwickler kritisierten besonders, nicht am Erfolg eines Spieles beteiligt zu werden – nicht einmal ihr Name wurde genannt. Dies veranlasste sie, ein eigenes Unternehmen zu gründen. Jim Levy sollte dabei das Unternehmen auf wirtschaftlich stabile Beine stellen und wurde Geschäftsführer (CEO). Activision wurde so der erste rechtlich völlig unabhängige Entwickler von Videospielen. 2003 erhielten die Entwickler für diesen Schritt den The First Penguin Award auf der Game Developers Conference.
In den Anfangsjahren entwickelte Activision Spiele für den Atari 2600 und war so auch der erste Spielehersteller für nicht von ihm selbst gebaute Konsolen. Diese neue Situation führte von der Gründung Activisions bis 1982 zu rechtlichen Auseinandersetzungen. Ebenfalls 1982 erschien das von David Crane entwickelte Pitfall!, Activisions erfolgreichstes Spiel für die Atari 2600. Pitfall! erreichte eine Verkaufszahl von über vier Millionen Exemplaren und war auch kommerziell für Activision sehr erfolgreich.
Sinkende Absatzzahlen der Atari 2600 sowie die finanzielle Absicherung durch hohe Verkaufszahlen führten dazu, dass sich Activision Anfang der 1980er Jahre auch weiteren Plattformen zuwandte und mit der Entwicklung von Spielen für weitere Spielekonsolen und dem Beginn der Produktion von Computerspielen für PCs weitere Märkte erschloss. Die weitere Vorgehensweise der Expansion sorgte jedoch nicht bei allen Gründern für Zustimmung, sodass 1984 Alan Miller und Bob Whitehead kündigten und zusammen den neuen Computerspielentwickler Accolade gründeten. 1986 übernahm Activision den in Schwierigkeiten geratenen Entwickler von Textadventures Infocom. Dabei war Jim Levy ein großer Verfechter dieser Übernahme, die intern umstritten war. Schnelle Erfolge bei der Restrukturierung von Infocom konnte er jedoch nicht vorweisen. Sechs Monate nach der Übernahme trat er zurück; sein Nachfolger wurde Bruce Davis, der gegen die Übernahme gewesen war. Daraufhin verließ 1986 auch David Crane auf Grund persönlicher Differenzen zwischen ihm und Davis Activision.
Unter der Führung von Davis begann eine Umstrukturierung des Konzerns. Neben Computer- und Videospielen sollte Anwendungssoftware hergestellt werden. Dies führte 1988 zur Umbenennung von Activision in Mediagenic, da man diesen Namen für geeigneter hielt, das gesamte Spektrum des umgestalteten Konzerns abzudecken. Activision wurde aber weiter als Marke in der Spielebranche genutzt. Das Geschäft mit Anwendungssoftware lief jedoch von Anfang an schlecht. Auch die Geschäftszahlen des Unternehmens verschlechterten sich Ende der 1980er Jahre rapide. Auch die von Infocom übernommenen Studios erzielten weiterhin Verlust. Als Konsequenz wurden 1989 die durch die Übernahme erhaltenen Entwicklungsabteilungen von Infocom geschlossen, lediglich elf von 26 Mitarbeitern erhielten ein Übernahmeangebot, fünf nahmen es an. An der breiteren Aufstellung hielt das jetzt Mediagenic genannte Unternehmen jedoch fest, obwohl die Anwendungsbereiche ebenfalls Verluste schrieben. Bis 1992 verschlechterte sich die Situation so dramatisch, dass Mediagenic Insolvenz anmelden musste. Bruce Davis verließ infolgedessen das Unternehmen.
Das Unternehmen wurde infolge der Insolvenz neuorganisiert: Lediglich das profitable Computer- und Videospielsegment wurde fortgeführt, außerdem übernahm Mediagenic im Rahmen des Insolvenzverfahrens den Entwickler The Disc Company. Im Dezember 1992 erhielt das Unternehmen außerdem mit Activision seinen ursprünglichen Namen wieder. Mit der Veröffentlichung von Spielekollektionen baute die neue Unternehmensführung das umgestaltete Unternehmen wieder auf. Die erfolgreichste Kollektion war dabei die unter dem Titel The Lost Treasures of Infocom veröffentlichte Zusammenfassung von Spielen Infocoms, die bis zu ihrer Schließung unter Activision unprofitabel arbeitete. In der Folgezeit trat Activision stärker auch als Publisher für andere Entwicklungsstudios auf. Beginnend in den späteren 1990er Jahren expandierte Activision hauptsächlich mit strategischen Übernahmen von Entwicklungsstudios, die bereits bei Activision unter Vertrag waren, prominente Beispiele hierfür waren die Übernahmen von Raven Software 1997 und Neversofts, dem Entwickler der Tony-Hawk’s-Reihe, im Jahr 1999. Zum 25. Geburtstag im Jahr 2004 vermeldete Activision wieder Rekord-Geschäftszahlen und seit der Insolvenz 1992 immer noch jedes Jahr steigende Gewinne.
Verstärkt wurde der Fokus auch auf die Lizenzierung und Umsetzung von Spielen zu bekannten Serien wie Star Trek oder Spider-Man gelegt. Eigene bekannte Marken wie das Call-of-Duty-Franchise des 2003 übernommenen Entwicklers Infinity Ward werden durch regelmäßige Veröffentlichungen von Nachfolgern rege ausgenutzt. Die teilweise sehr kurzen Veröffentlichungszyklen, die ein Entwicklungsstudio alleine nicht umsetzen kann, führten dazu, dass manche Serien parallel durch zwei Spieleentwickler hergestellt werden. Da sich die Serienspiele auf Spielekonsolen deutlich besser verkauften, war die Stärke Activisions beim Zusammenschluss mit Vivendi Games die Konsolensparte.

### Vivendi Games

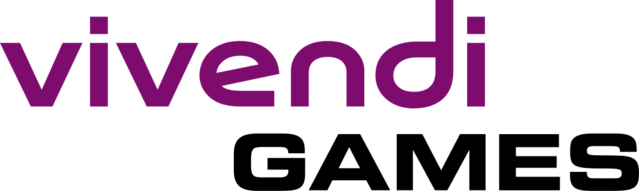
Logo von Vivendi Games

Der französische Mischkonzern Vivendi erwarb 1998 Havas. Durch die Übernahme dieser ebenfalls französischen Medienagentur stieg die Firma in den Computerspiele-Markt ein. Havas hatte im selben Jahr das durch einen massiven Buchhaltungsskandal ins Straucheln geratene Unternehmen Cendant Software übernommen und war so in Besitz der Computerspielesparte gekommen. Cendant Software selbst ist im Dezember 1997 durch die Fusion von CUC International, einem Dienstleistungskonzern, und dem Immobilienunternehmen HFS Incorporated entstanden. CUC International war erst im Februar 1996 mit den Übernahmen des Computerspiele-Konzerns Sierra Entertainment und des Zwischenhändlers Davidson & Associates, der 1994 Blizzard Entertainment kurz vor deren Durchbruch mit dem Spiel Warcraft gekauft hatte, für zusammen über 3 Mrd. US-Dollar groß in das Geschäft eingestiegen.
Während Blizzard Entertainment als klar geführtes, einzelnes und kommerziell erfolgreiches Entwicklungsstudio die Wechsel der Eigentümer ohne große Probleme überstand, kam es bei Sierra in Folge dieser zu einer Krise. Ab 1997 wurde das Unternehmen nicht mehr mit klarer Linie geführt; 1998 und 1999 kam es zu mehreren Umstrukturierungen, in dessen Folge viele Mitarbeiter ihren Arbeitsplatz verloren. 1999 drückte der 1997 aus dem Unternehmen ausgeschiedene Gründer von Sierra Ken Williams allen ausgeschiedenen Mitarbeitern per Brief sein Mitgefühl aus und bedauerte, was aus dem Unternehmen geworden war, das er gegründet hatte.
Mit der letzten Umstrukturierung unter Vivendi wurde Sierra hauptsächlich als Publisher aufgestellt: Die meisten Entwicklungsstudios wurden 1999 geschlossen. Doch auch in den ersten fünf Jahren des 21. Jahrhunderts wirtschaftete Sierra nicht profitabel, sodass sich Vivendi 2004 entschied, auch die letzten beiden in Sierras Besitz verbliebenen Entwicklungsstudios Impressions Games und Papyrus Games zu schließen. So verblieb als einziges Entwicklungsstudio Blizzard Entertainment in Vivendis Besitz, die zu diesem Zeitpunkt immer bessere Geschäftszahlen vorlegten.
Im Jahr 2005 erschien das von Blizzard Entertainment entwickelte World of Warcraft, was als Online-Rollenspiel mit monatlichen Gebühren konzipiert worden war. Im ersten Jahr mit vollständigem Betrieb erwirtschaftete Blizzard allein durch die monatlichen Gebühren mehr als eine Milliarde US-Dollar Umsatz. Diese Erfolge führten dazu, dass Vivendi jedes Quartal neue Rekordzahlen vermelden konnte, und die Bedeutung von Sierra im Unternehmen weiter sank. Da Blizzard lediglich Spiele für den PC-Markt erstellte, stellten diese auch das Hauptumsatzfeld unter Vivendi Games dar.

### Activision Blizzard
Activision Blizzard entstand aus der am 2. Dezember 2007 angekündigten Fusion von Activision und Vivendi Games, wobei der Vivendi-Konzern zunächst 52 Prozent der Anteile halten sollte. Vivendi plante aber, durch Aktienrückkäufe letztendlich 68 Prozent der Anteile an Activision Blizzard zu halten. Die Aktionäre stimmten am 8. Juli 2008 der Transaktion zu; vorher genehmigten bereits die Kartellbehörden den Zusammenschluss, sodass Activision Blizzard seit dem 10. Juli 2008 als Unternehmen auftritt.

#### Geldbuße wegen Kartellbeteiligung
Im Februar 2011 bestätigte der Europäische Gerichtshof (EuGH) eine Geldbuße in Höhe von 500.000 Euro gegen Activision Blizzard. Grund war die Beteiligung an einem Kartell für Nintendo-Videospielkonsolen und -Datenträger. Illegale Vereinbarungen sollten den Parallelhandel beschränken (Az.: C-260/09 P). Die Kommission verhängte gegen Nintendo, diverse Vertragshändler und die Activision Blizzard Germany GmbH Geldbußen in einer Gesamthöhe von 167,843 Millionen Euro. Activision Blizzard sollte eine Geldbuße in Höhe von einer Million Euro zahlen, der Betrag wurde aber wegen der passiven Rolle von Activision Blizzard auf 500.000 Euro reduziert. Das Unternehmen legte Rechtsmittel ein, welche vom EuGH jedoch zurückgewiesen wurden, sodass die Geldbuße rechtskräftig wurde.

#### Loslösung von Vivendi
Im Juli 2012 wollte Vivendi Activision Blizzard verkaufen. Zu den möglichen Käufern gehörte nach Informationen von Reuters neben Microsoft und Tencent auch Time Warner. Ein Verkauf kam jedoch nicht zustande.
Im Juli 2013 kamen Spekulationen über eine erzwungene Sonderdividende in einer Gesamthöhe von drei Milliarden US-Dollar an die Aktionäre von Activision Blizzard auf, von dem der verschuldete Mehrheitsaktionär Vivendi in besonderem Maße profitiert hätte. Diese sei jedoch nicht im Sinne der Firmenleitung gewesen, da die Auflösung der Geldeinlagen im Ausland aufgrund von Steuerzahlungen mit finanziellen Einbußen verbunden gewesen wäre. Zudem seien die Barreserven für den Freikauf des Unternehmens von Vivendi geplant gewesen. Wenige Tage später wurde schließlich bekannt, dass sich Activision Blizzard von seinem Mehrheitseigner lösen werde. Vivendi wolle demnach seine Aktienanteile von 61 auf 12 Prozent senken. Übernommen werden sollten diese für insgesamt 20 Milliarden US-Dollar von Activision Blizzard selbst und einer Investorengruppe um Firmenchef Bobby Kotick und seinen Stellvertreter Brian Kelly. Der Anteil von Activision Blizzard an der Gesamtsumme solle bei 5,83 Milliarden US-Dollar liegen, davon 1,2 Milliarden US-Dollar durch eigene liquide Mittel.

#### Übernahme von King Digital Entertainment
Am 2. November 2015 gab Activision Blizzard bekannt, den Spieleapp-Entwickler King Digital Entertainment zu einem Kaufpreis von 5,9 Milliarden Dollar vollständig zu übernehmen.

#### Activision-Blizzard-Skandal 2021
Im Juni 2021 zog die kalifornische Behörde California Department of Fair Employment and Housing (DFEH) gegen das Unternehmen Activision-Blizzard vor den Los Angeles Superior Court. Grund für die Anklageschrift war eine vorausgehende zweijährige Untersuchung durch die staatliche Behörde, welche ergab, dass vor allem weibliche Mitarbeiter des Unternehmens mit sexueller Belästigung, geschlechterspezifischer Diskriminierung sowie Vergeltungsmaßnahmen zu kämpfen hatten.
Außerdem verwies die Klage auch auf eine Activision-Mitarbeiterin, die sich im Laufe eines Betriebsausfluges mit ihrem männlichen Vorgesetzten das Leben nahm. Kurz nach der Veröffentlichung der Anklage versammelten sich mehrere hundert Mitarbeiterinnen vor dem Hauptsitz der Firma in Kalifornien, um gegen die Missstände zu protestieren. Die Anklage durch die staatlichen Behörden brachte schnelle Folgen mit sich und sorgte bereits vor dem Urteil durch das Gericht für Konsequenzen. Nachdem bereits der Präsident von Blizzard Allen Brack im Oktober 2021 zurücktrat, folgte ihm auch der ehemalige Personalleiter des Unternehmens Jesse Meschuck.
Auch der Aktienkurs hatte unter dem Skandal zu leiden und fiel zeitweise um mehr als 12 %. Das finale Urteil durch das Gericht steht allerdings noch aus.

### Übernahme durch Microsoft 2022
Am 18. Januar 2022 kündigte der Software-Konzern Microsoft an, Activision Blizzard vollständig zu übernehmen. Als Kaufpreis wurden 68,7 Milliarden US-Dollar (umgerechnet 60,4 Mrd. €) genannt, womit es die größte Übernahme in der Technologiegeschichte markiert und sogar die 67 Milliarden US-Dollar teure Dell-EMC-Fusion von 2016 übersteigt. Der Handel wurde im Geschäftsjahr 2023 (beginnend im Juli 2022) abgeschlossen. Trotz der Übernahme wird Bobby Kotick weiterhin CEO des Unternehmens bleiben.
Der Kauf wurde am 13. Oktober 2023 endgültig besiegelt. Damit wurde Microsoft offiziell Eigentümer von Activision Blizzard.

## Produkte
Wichtige Spiele und Spieleserien dieses Unternehmens sind unter anderem Diablo, StarCraft (II), Warcraft, Crash Bandicoot, Call of Duty, Guitar Hero, James Bond, Tony Hawk’s, Spider-Man, Spyro, World of Warcraft, Scarface: The World Is Yours, Hearthstone, Heroes of the Storm, Skylanders, Overwatch und diverse Star-Trek-Spiele.